# Hossein Kazerani
Hossein Kazerani (persan : حسین کازرانی), né le 13 avril 1947 à Arak en Iran, est un footballeur international iranien, qui évoluait au poste de défenseur.

## Biographie

### Carrière en club
Il remporte deux titres de champion avec le club du PAS Téhéran, équipe avec laquelle il joue de 1972 à 1979.

### Carrière en équipe nationale
Avec l'équipe d'Iran, il joue 25 matchs et inscrit 2 buts entre 1973 et 1978.
Il figure dans le groupe des sélectionnés lors de la Coupe du monde de 1978. Lors du mondial organisé en Argentine, il joue trois matchs : contre les Pays-Bas, l'Écosse, et le Pérou.

## Palmarès
PAS Téhéran
- Championnat d'Iran (2) :
  - Champion : 1976-77 et 1977-78.